# Serres (Grecia)
Serres (in greco Σέρρες?, in greco antico: Σέρραι?, Serrai) è un comune della Grecia situato nella periferia della Macedonia Centrale (unità periferica di Serres) con 76472 abitanti secondo i dati del censimento 2001.
A seguito della riforma amministrativa detta Programma Callicrate in vigore dal gennaio 2011 che ha abolito le prefetture e accorpato numerosi comuni, la superficie del comune è ora di 600 km² e la popolazione è passata da 56145 a 76472 abitanti.

## Geografia fisica
Situata in una piccola pianura a 70 metri di altezza a circa 24 km a nord est del fiume Strimone. I monti Rodopi sorgono a nord e a est della città.